# Гугучия, Мелитон Васильевич
Мелитон Васильевич Гугучия (1911 год, село Кахати, Зугдидский уезд, Кутаисская губерния, Российская империя — неизвестно, село Кахати, Зугдидский район, Грузинская ССР) — звеньевой колхоза «Коминтерн» Зугдидского района, Грузинская ССР. Герой Социалистического Труда (1948).

## Биография
Родился в 1911 году в крестьянской семье в селе Кахати Зугдидского уезда. После получения начального образования трудился в сельском хозяйстве. Во время коллективизации вступил в колхоз «Коминтерн» Зугдидского района. В послевоенное время — звеньевой полеводческого звена в этом же колхозе.
В 1947 году звено под его руководством собрало в среднем с каждого гектара по 75 центнеров кукурузы с площади 3 гектара. Указом Президиума Верховного Совета СССР от 21 февраля 1948 года удостоен звания Героя Социалистического Труда за «получение высоких урожаев кукурузы и пшеницы в 1947 году» с вручением ордена Ленина и золотой медали «Серп и Молот» (№ 793).
Этим же указом званием Героя Социалистического Труда были награждены председатель колхоза «Коминтерн» Валериан Шарванович Тордия, звеньевые Давид Багратович Нармания, Дмитрий Кибарович Нармания, Дуру Михайлович Пажава и Джого Эрастович Свирава.
После выхода на пенсию жил в родном селе Кахати Зугдидского района. Дата смерти не установлена.